# Jean de Meung
Jean de Meung (ook: Jean de Meun, Meung-sur-Loire, ca. 1240 - Parijs, ca. 1305) was een middeleeuws Frans dichter en vertaler.
Hij werd geboren als Jean Clopinel of Chopinel. Er zijn weinig biografische gegevens over hem bekend, maar vermoedelijk heeft hij in Parijs gestudeerd en daar het grootste deel van zijn leven gewoond.

## Roman de la Rose

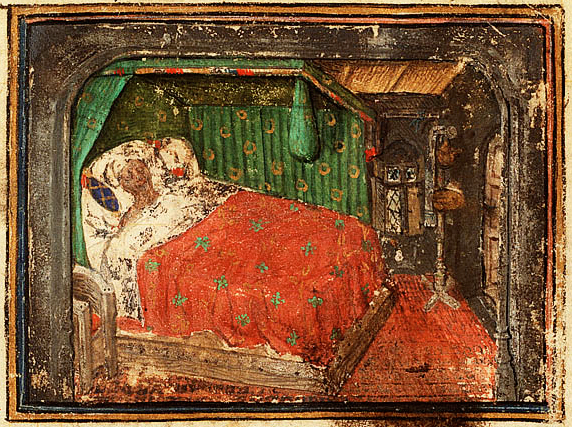
Jean de Meung, dromend

Jean de Meung heeft zijn vermaardheid grotendeels te danken aan zijn uitbreiding van de Roman de la Rose, een allegorisch droomvisioen van ruim 4000 verzen in de traditie van de hoofse liefde van Guillaume de Lorris. Dit werk dateert uit ca. 1230. Tussen 1268 en 1285 breidde Jean de Meung het werk uit met bijna 18.000 verzen. Zijn verzen ademen echter een heel andere sfeer. Ze zijn didactisch, kritisch en satirisch van aard. Het totale werk was lange tijd zeer populair en leidde tot vele debatten tussen voor- en tegenstanders van de ideeën van Jean Clopinel. Vooral het werk van Christine de Pisan baarde opzien in dit debat.

## Overig werk
In 1284 vertaalde hij de verhandeling De re militari van Vegetius in het Frans onder de titel Le livre de Végèce de l'art de chevalerie. Ook vertaalde hij de brieven van Abélard en Heloïse en Over de vertroosting der wijsbegeerte van Boëthius.
Literatuur
- Herfsttij der middeleeuwen, Huizinga, J., 1975, p. 122 vg